# Hans-Peter Pracht
Hans-Peter Pracht (* 1949 in Oldenburg) ist ein deutscher Schriftsteller.

## Leben
Pracht lebt und arbeitet in Grafschaft in der Ahr-Eifel. In zahlreichen Buchpublikationen und Artikeln beschreibt Pracht Geschichte, Brauchtum, Sagenwelt und Sehenswürdigkeiten der Eifelregion. Er betätigt sich auch als Eifelmaler. Vor seinem beruflichen Ruhestand war Pracht Polizist und später Leiter des Fachdienstes Ordnung in Bad Honnef.

## Veröffentlichungen (Auswahl)
- Sagen und Legenden der Eifel: Bachem Verlag 1983, ISBN 3-7616-1146-3
- täntze, todt und teuffel – Die grausame Spur der Hexenverfolgung in der Eifel. HELIOS-Verlag 1991, ISBN 3-925087-42-7
- Abschied von der Heimat – Die Eifeler Auswanderung nach Amerika im 19. Jahrhundert. HELIOS-Verlag 1998, ISBN 3-925087-88-5
- Vulkane, Quellen und Götter der Eifel. HELIOS-Verlag 2000, ISBN 3-933608-20-1
- Entlang der Ahr. Bachem Verlag 2005, ISBN 3-7616-1935-9
- Ahrsteig: Durch das romantische Ahrtal von Blankenheim nach Sinzig. Bachem-Verlag 2013, ISBN 978-3-7616-2375-6
- Historische Kriminalfälle aus der Eifel, Regionalia-Verlag 2015, ISBN 978-3-95540-163-4
- Die Eifel – 55 Highlights aus der Geschichte. Sutton Verlag 2020, ISBN 978-3-96303-167-0
- Eifelweihnacht, Weihnachtseifel: Neue Geschichten rund um das Fest von bissig bis besinnlich. Eifeler Literaturverlag 2021, ISBN 978-3-96123-025-9[1]
- Unnützes Wissen Eifel. Sutton Verlag 2022, ISBN 978-3-96303-331-5
- Blutige Eifel. Eifeler Literaturverlag 2022, ISBN 978-3-96123-042-6[2]